# 丹尼爾·福格
丹尼爾·福格（英語：Daniel Fogg；1987年8月24日—）是一位英國游泳運動員。他擅長1500米自由泳和公開水域游泳項目。他參加了2010年英聯邦運動會和2012年倫敦奧運會。